# Vettaiyaadu Vilaiyaadu
Vettaiyaadu Vilaiyaadu to zrealizowany w 2006 roku indyjski film akcji w języku tamilskim przez Gauthama Menona. Tematem filmu jest śledztwo prowadzone przez policjanta z Tamil Nadu i jego spotkanie z kobietą z Nowego Jorku.

## Obsada
- Kamal Hassan – Raghavan
- Jyothika – Aradhana Arun-Raghavan
- Kamalinee Mukherjee – Kayalvizhi Raghavan
- Lev Gorn – Anderson
- Ajay Naidu – Arun
- Prakash Raj – Arokiyaraj
- Daniel Balaji – Amudhan Sukumaran
- Saleem Baig – Ilamaran Ganesan
- Rajshri Nair – Chitra Arokiyaraj